# Ludwik Klucki
Ludwik Ernest Alojzy Klucki (ur. 16 stycznia 1801 w Hranicach, zm. 5 marca 1877 w Cieszynie) – prawnik, burmistrz Cieszyna w latach 1851–1861, czeski słowiano- i polonofilski działacz społeczny.

## Życiorys
Urodził się w Hranicach na Morawach, był synem Józefa Kluki, lekarza cyrkułowego, i Alojzji, córki czeskiego urzędnika. Na chrzcie otrzymał imiona Ludwik Ernest Alojzy. Ukończył gimnazjum w Brnie, później studiował prawo w Klagenfurt am Wörthersee i Lublanie, gdzie zetknął się z ruchem słowiańskim. Studia prawnicze ukończył w Pawii, uzyskując tytuł doktora. Tam też związał się z włoskim ruchem narodowym, za co skazany został na karę śmierci, jednak zdołał uzyskać ułaskawienie i po dwóch dalszych latach spędzonych w więzieniu odzyskał wolność.
Następnie w Wiedniu odbył praktykę sędziowską, by podjąć pracę jako justycjariusz w Hukwaldach na Morawach.
Od 1831 roku mieszkał w Cieszynie, gdzie zaczął prowadzić działalność adwokacką. W tym czasie był jednym z dwóch, obok Antoniego Demla, adwokatów na Śląsku Cieszyńskim.
Klucki, urodzony na Morawach, utrzymywał bliskie kontakty z Janem Winklerem, czeskim pastorem w Nawsiu, a zapewne także z innymi cieszyńskimi Czechami, m.in.: profesorami miejscowego gimnazjum Janem Vondračkiem i Arnoštem Plucarem, lekarzami Josefem Fischerem, Drahotinem Nádherným i Josefem Vyskočilem. Od 1837 roku prenumerował czeskie czasopismo narodowe „Květy”. Żonaty z Niemką, w domu posługiwał się językiem niemieckim.
W rozmowach z polskimi chłopami używał języka polskiego, a tych, którzy próbowali rozmawiać łamaną niemieckim, nazywał „szwabami”, ganiąc ich za brak odwagi w posługiwaniu się ojczystym językiem. Wystawiał nie znającym niemieckiego chłopom ze Śląska Cieszyńskiego dokumenty w języku polskim, zaś nazwy wiosek i nazwiska wypisywał w ich oryginalnym brzmieniu. W czasie rozpraw sądowych prowadzonych po niemiecku starał się utrzymywać kontakt ze swoimi klientami, rozmawiając z nimi po polsku. W efekcie Klucki zdobył sporą popularność i szacunek w środowisku chłopskim na Śląsku Cieszyńskim.
Polonofilską postawę Kluckiego ugruntowały kontakty z galicyjskimi ziemianami. Miał w bibliotece sporo polskich książek, od 1838 roku abonował „Przyjaciela Ludu”. Sam Klucki stwierdził, że jego ojczyzna sięga tak daleko, jak daleko sięga słowiańska mowa. Od początku lat czterdziestych XIX wieku współpracował i przyjaźnił się z Adamem Gorczyńskim, pisarzem, poetą i malarzem.
W 1834 roku został wybrany do Wydziału Miasta, a w 1847 roku został członkiem Magistratu Miasta. Był w tym czasie jedynym prawnikiem we władzach miejskich Cieszyna.
Jesienią 1847 roku pomagał pisarzowi ze swojej kancelarii, Andrzejowi Cinciale, założyć w gimnazjum ewangelickim w Cieszynie „Towarzystwo uczących się języka polskiego”.
16 marca 1848 roku na wiecu w Cieszynie Józef Kalchberg, dyrektor Komory Cieszyńskiej, zebranym chłopom i mieszczanom wskazał na doradcę Kluckiego. Ten, podobnie jak Kalchberg, starał się o spokojne wprowadzenie zmian, które niosła za sobą Wiosna Ludów.
6 maja 1848 roku ukazał się pierwszy numer „Tygodnika Cieszyńskiego”. Jego wydawcą został Klucki, który jednak nie potrafił pisać po polsku. Z tego powodu głównym współpracownikiem (redaktorem odpowiedzialnym) został Andrzej Cinciała, polski prawnik, pisarz w kancelarii Kluckiego. Pismo jednak okazało się deficytowe, początkowo miało około 40 prenumeratorów, później około 200. Na początku 1849 roku weszła w życie nowa ustawa prasowa, która wprowadzała kaucję dla pism politycznych, ukazujących się co najmniej dwa razy w miesiącu. Kluckiego nie było stać na jej zapłacenie, a do tego czasu na „Tygodniku...” stracił 200 złotych. W takiej sytuacji zaprzestał finansowania gazety, która przestała wychodzić 31 marca 1849 roku.
29 października 1848 roku powołano do życia Czytelnię Polską i Bibliotekę Ludu Kraju Cieszyńskiego. Prezesem towarzystwa został ksiądz Jerzy Prutek, zaś w Zarządzie znalazł się m.in. Klucki. Lokal Czytelni Polskiej znajdował się w jego domu. Po rezygnacji Prutka towarzystwo przetrwało tylko dzięki staraniom nowego prezesa, którym został Ludwik Klucki, i Pawła Stalmacha. Pod koniec 1854 roku na polecenie władz austriackich Czytelnia Polska i Biblioteka Ludu Kraju Cieszyńskiego zostały zamknięte.
W latach 1851–1861 był burmistrzem Cieszyna.

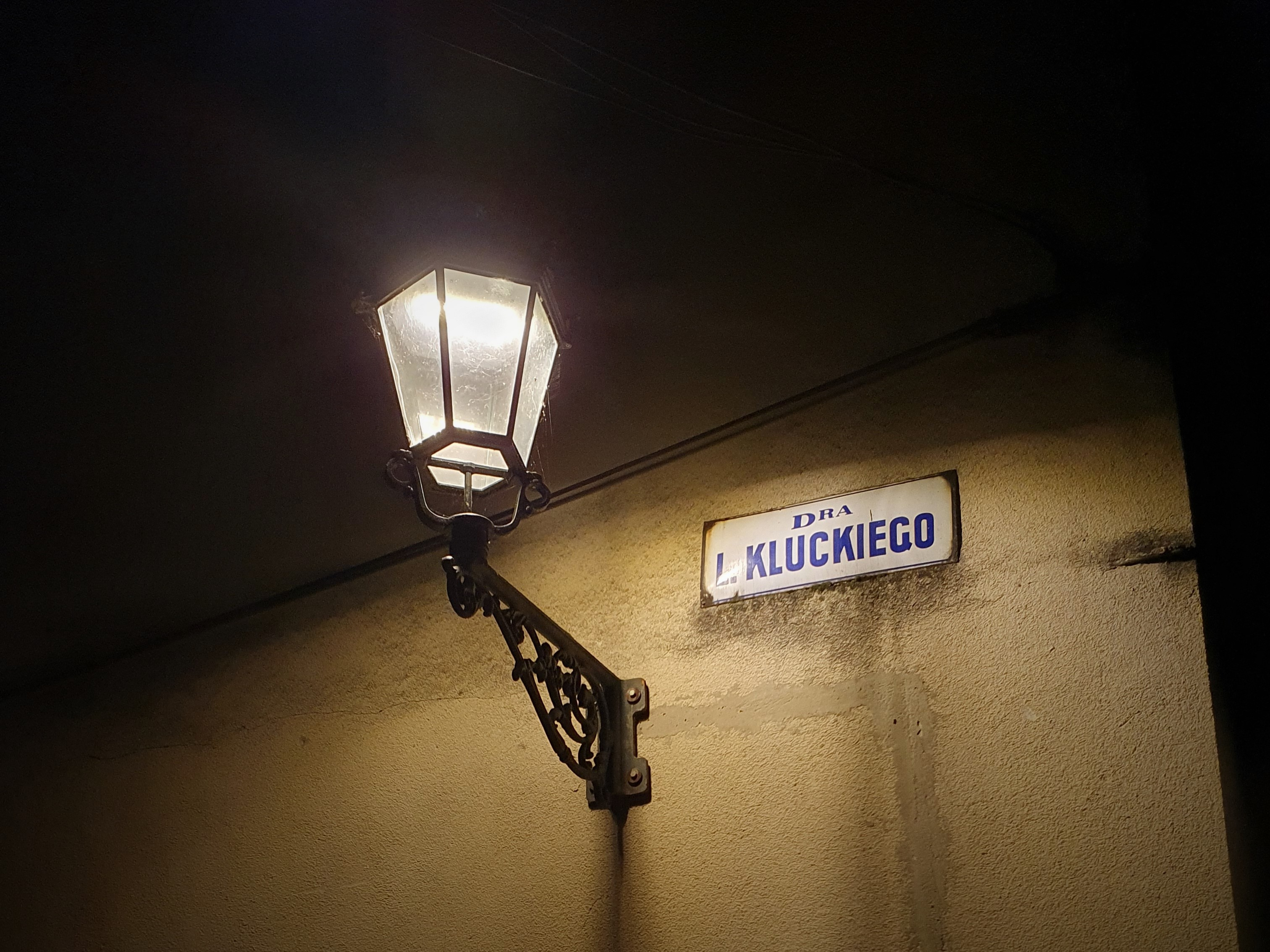
Ulica Kluckiego w Cieszynie nocą

Był mecenasem polskiego teatru amatorskiego w Cieszynie. Zanim został burmistrzem w tym mieście działał jedynie niemiecki teatr amatorski. Dzięki Kluckiemu w sali redutowej cieszyńskiego ratusza w latach 1852–1854 po występach niemieckiej grupy odbywały się przedstawienia polskiego teatru amatorskiego. 
Ze względu na chorobę oczu musiał wycofać się z działalności publicznej i zawodowej. W 1864 roku stracił wzrok i ostatecznie przestał pracować w adwokaturze. W 1875 roku sporządził testament.
Pozostawił siedmioro dzieci, synów Stanisława, ziemianina w Galicji, i Sobiesława, adwokata w Cieszynie, oraz córki Emilię, Leokadię, Olgę, Jelwę i Wandę.
W Cieszynie znajduje się ulica nazwana imieniem Ludwika Kluckiego.